# Viviana Sáez
Viviana Sáez (Buenos Aires, 1962) è un'attrice argentina.

## Biografia
Sposata dal 1980 con l'attore Osvaldo Laport, dal quale ha avuto una figlia: Jazmin. In Italia è conosciuta per aver partecipato alle telenovele La donna del mistero, Milagros e Perla nera.

## Televisione
- La donna del mistero  (La extraña dama) (1989)
- Piccola Cenerentola (Pobre diabla) (1990)
- La donna del mistero 2 (Soy Gina) (1992)
- Primo amore (Primer amor) (1992-1993)
- Milagros (Más allá del Horizonte) (1993)
- Perla nera (Perla Negra) (1994-1995)
- ¡Hola papi! (1995)
- Ha-Mosad (1996)
- Top Model (90-60-90 modelos) (1996)
- Ricos y famosos (1997)
- PH (1999)
- Un cortado (2001)
- El sodero de mi vida (2001)
- Kachorra (2002)
- Rebelde Way (2002)
- El refugio (2006)
- Lalola (2007)
- Por amor a vos (2008-2009)